# Boule-d'Amont
Pour les articles homonymes, voir Amont.
Boule-d'Amont  est une commune française située dans le centre du département des Pyrénées-Orientales, en région Occitanie. Sur le plan historique et culturel, la commune est dans la région des Aspres, un minusule territoire roussillonnais compris entre les sillons de la Têt au nord et du Tech au sud qui tire son nom de la nature caillouteuse de ses sols.
Exposée à un climat océanique altéré, elle est drainée par le Boulès et par divers autres petits cours d'eau. La commune possède un patrimoine naturel remarquable composé d'une zone naturelle d'intérêt écologique, faunistique et floristique.
Boule-d'Amont est une commune rurale qui compte 64 habitants en 2022, après avoir connu un pic de population de 561 habitants en 1846. Elle fait partie de l'aire d'attraction de Perpignan. Ses habitants sont appelés les Bouletains ou  Bouletaines.

## Géographie

### Localisation
La commune de Boule-d'Amont se trouve dans le département des Pyrénées-Orientales, en région Occitanie.
Elle se situe à 26 km à vol d'oiseau de Perpignan, préfecture du département, à 16 km de Prades, sous-préfecture, et à 13 km d'Amélie-les-Bains-Palalda, bureau centralisateur du canton du Canigou dont dépend la commune depuis 2015 pour les élections départementales.
La commune fait en outre partie du bassin de vie d'Ille-sur-Têt.
Les communes les plus proches sont : 
Prunet-et-Belpuig (2,2 km), Casefabre (4,1 km), La Bastide (4,1 km), Saint-Marsal (4,7 km), Glorianes (5,0 km), Caixas (5,7 km), Calmeilles (5,8 km), Taulis (6,4 km).
Sur le plan historique et culturel, Boule-d'Amont fait partie de la région des Aspres. Compris entre les sillons de la Têt au nord et du Tech au sud, ce minuscule territoire roussillonnais tire son nom de la nature caillouteuse de ses sols.
| Rodès     | Bouleternère  | Casefabre         |
| Glorianes | Boule-d'Amont | Caixas            |
|           | La Bastide    | Prunet-et-Belpuig |

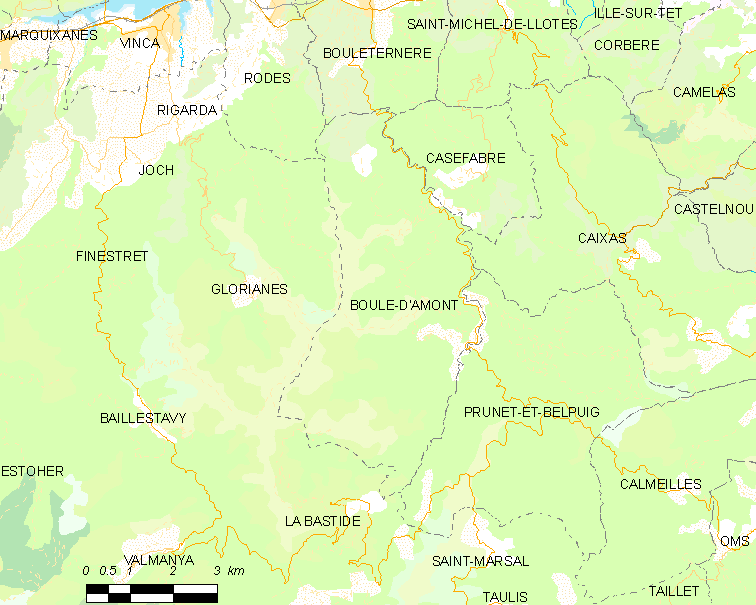
Situation de la commune.

### Géologie et relief

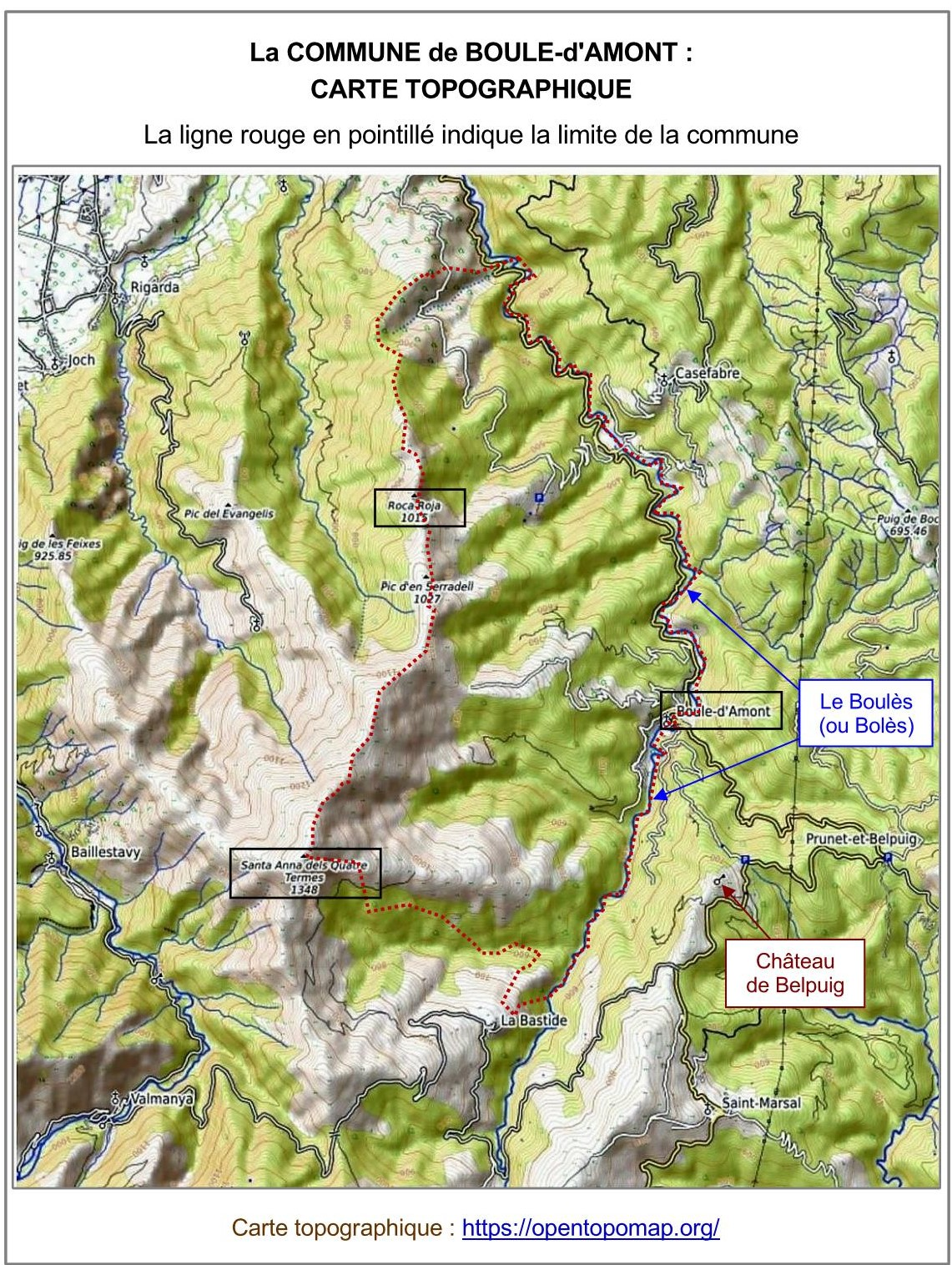

La commune de Boule-d'Amont se situe dans la partie ouest de l'unité hercynienne des Aspres, une unité géologique bien définie qui se compose des roches dures et anciennes.
La commune repose sur des formations métamorphisées datant d'environ 550 à 500 millions d'années (les périodes géologiques de l'Édiacarien et du Cambrien),.
Ces formations sont principalement constituées de schistes. Ils sont souvent gris-vert, mais parfois brunâtres, comme à Roca Roja ("roche rougeâtre"), ou noirs, comme au lieu dit "Cementiri dels Moros" (Cimetière des Maures), à deux kilomètres au sud de Roca Roja. On trouve également dans la commune des quartzites et des "microconglomérats".

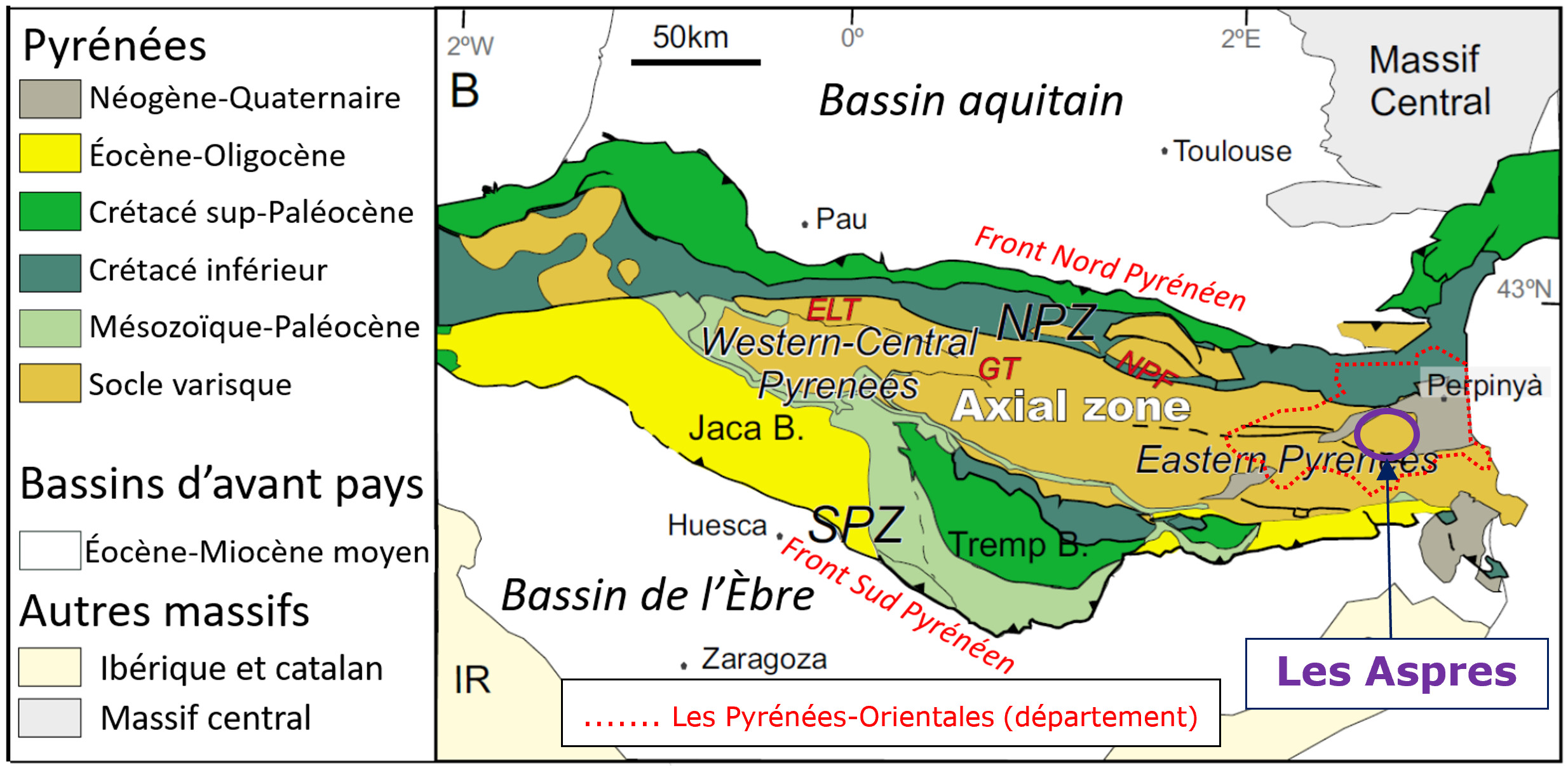
Localisation des Aspres sur une carte géologique simplifiée des Pyrénées.

Ces couches anciennes ont été déposées pour la plupart sous forme de sédiments dans des environnements marins profonds. Puis, à partir d'il y a environ 350 millions d'années, toutes ces formations ont été comprimées entre deux continents convergents, au cours de l'orogenèse hercynienne (ou varsique). Pendant cette période de formation d'une chaîne de montagnes, les couches ont été durcies et fortement déformées par des plissements et des failles. Elles ont également été soumises au métamorphisme, donnant un aspect schisteux à plusieurs de ces formations.
Environ 200 millions d'années plus tard, à partir d'environ 65 millions d'années (Éocène), le bloc hercynien des Aspres s'est retrouvé dans la partie centrale d'une autre zone de construction de montagnes. C'était à l'époque où la plaque tectonique ibérique convergeait avec la plaque eurasienne au nord, provoquant ainsi l'émergence de la chaîne de montagnes pyrénéenne. Aujourd'hui, les Aspres, y compris la zone occupée par la commune de Boule-d'Amont, se trouvent à l'extrémité orientale de la "zone axiale" des Pyrénées.
Des gisements d'or étaient autrefois exploités dans les pentes situées immédiatement en dessous et à l'est de Roca Roja,.
La commune est classée en zone de sismicité 3, correspondant à une sismicité modérée,.
La superficie de la commune est de 2 322 hectares. L'altitude varie entre 234 mètres (à l'extrémité nord de la commune, dans la vallée du Boulès) et 1348 mètres (à l'extémité sud-ouest de la commune, à Santa Anna dels Quatre Termes). Ce dernier sommet est d'ailleurs le point le plus élevé de l'unité des Aspres.

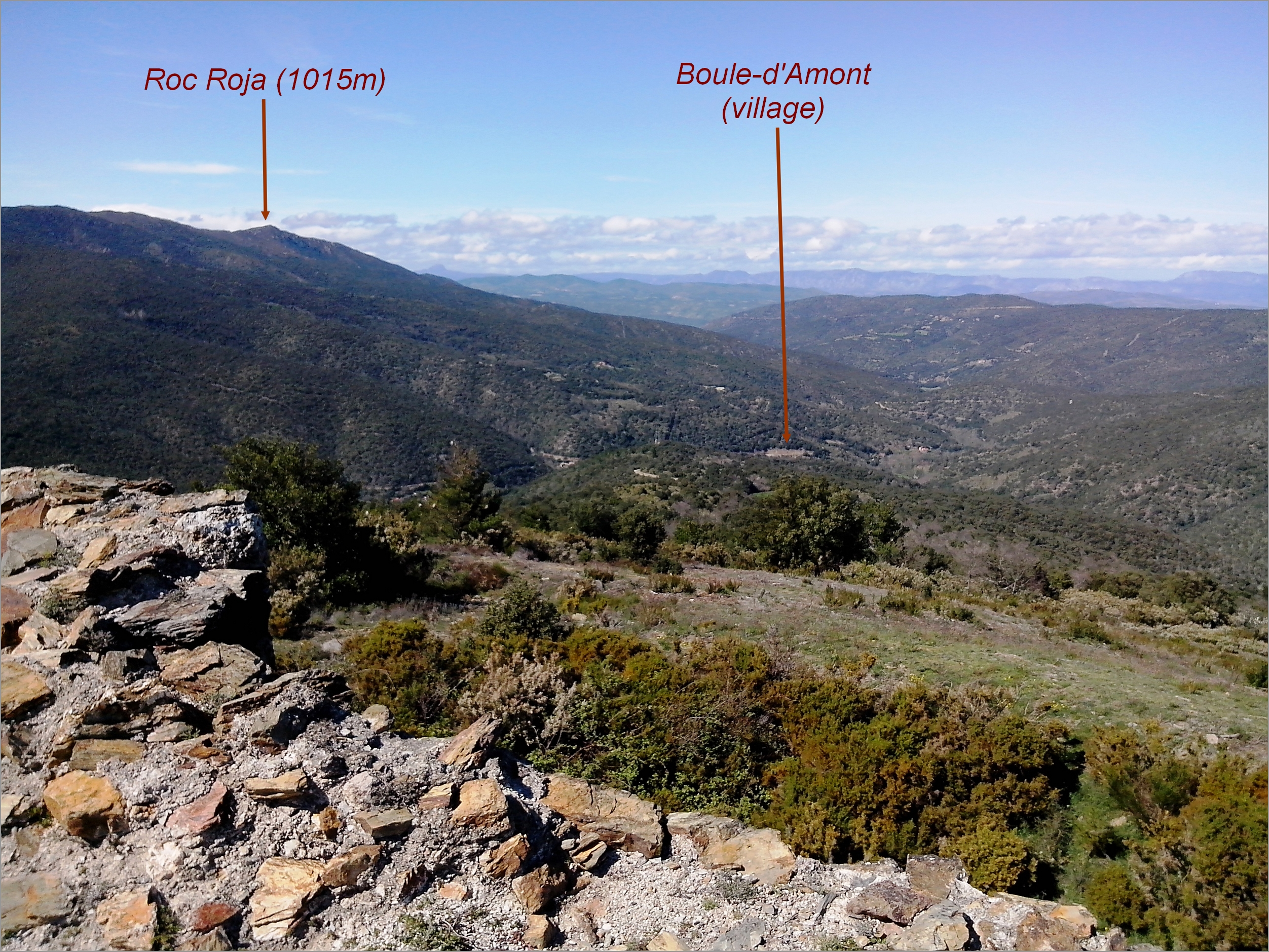
Vue vers le nord sur la vallée du Boulès depuis le château de Belpuig.

Toute la commune se trouve dans le bassin du Boulès, qui descend au nord, vers la vallée de la Têt. La limite occidentale de la commune suit une crête qui s'étend au nord de Santa Anna à Roca Roja et au-delà, le long d'un interfluve avec la vallée du Boulès à l'est. La limite orientale de la commune suit le Boulès lui-même.
Le relief est partout vallonné, et abrupt par endroits. La topographie est typique des Aspres, c'est-à-dire un pays de collines avec des réseaux de vallées assez denses, profondément incisés.

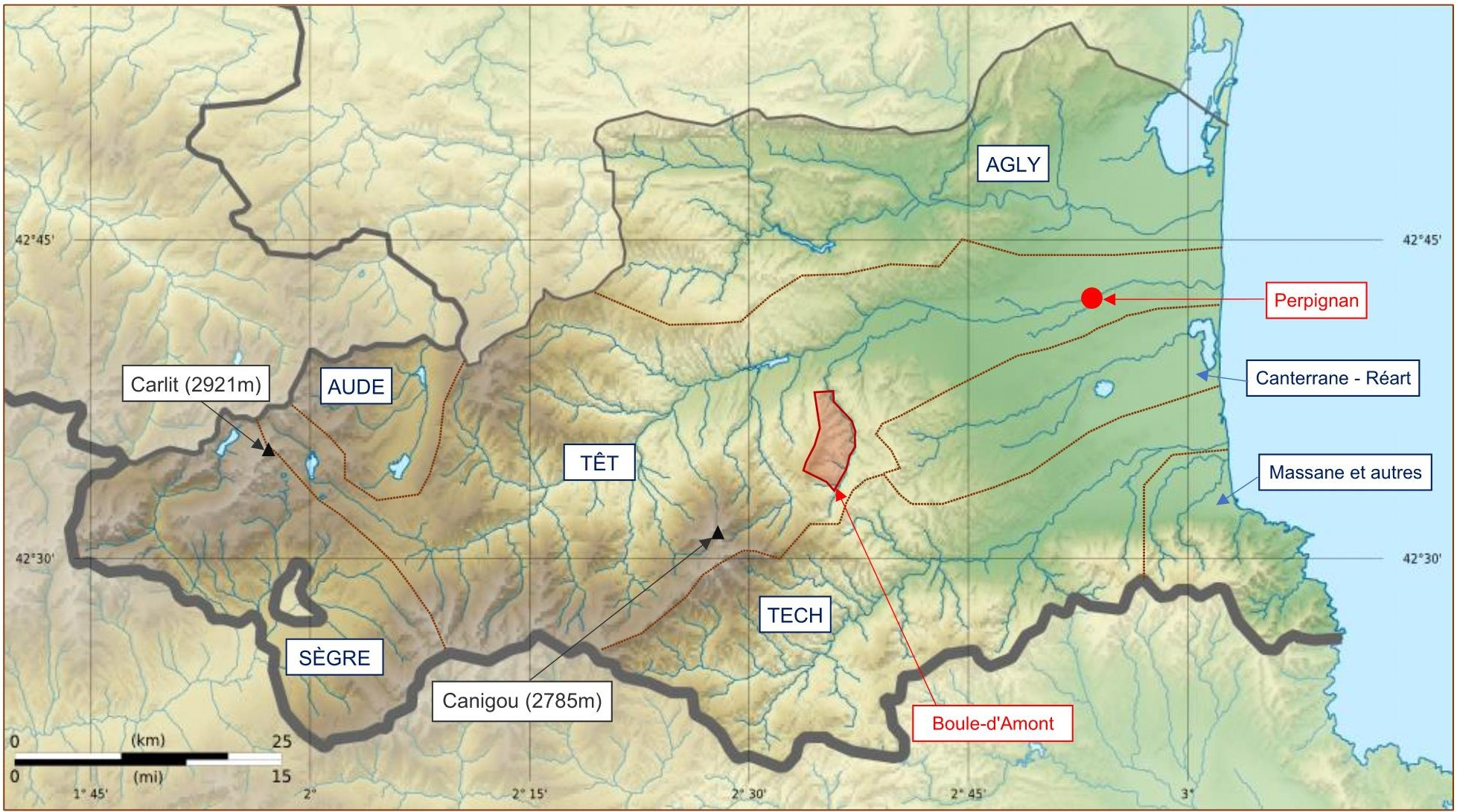
Boule-d'Amont sur une carte topographiqe des Pyrénées-Orientales.
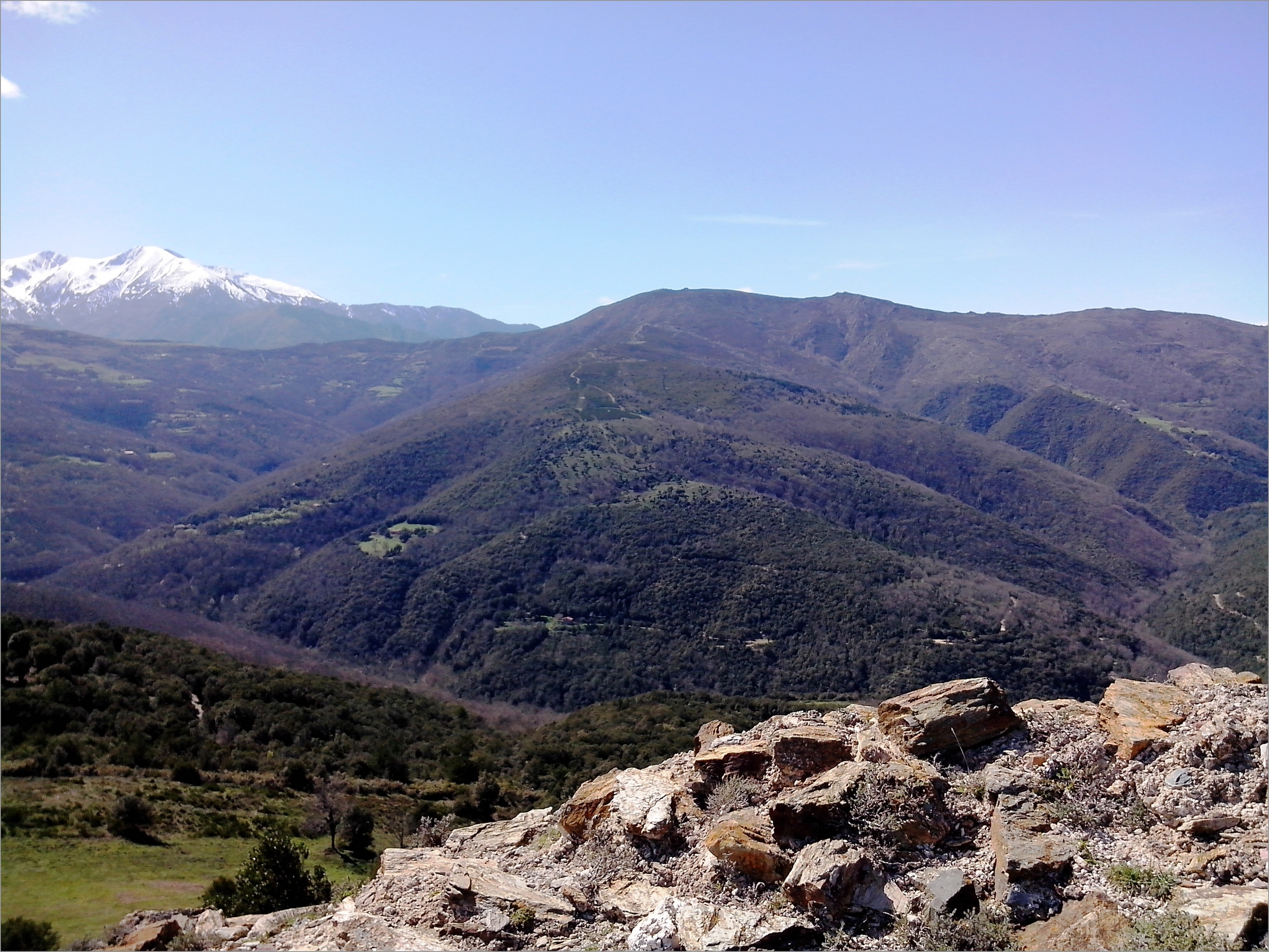
Vue vers le ouest depuis le château de Belpuig sur la vallée du Boulès et vers le sommet de Santa Anna dels Quatre Termes (au centre).
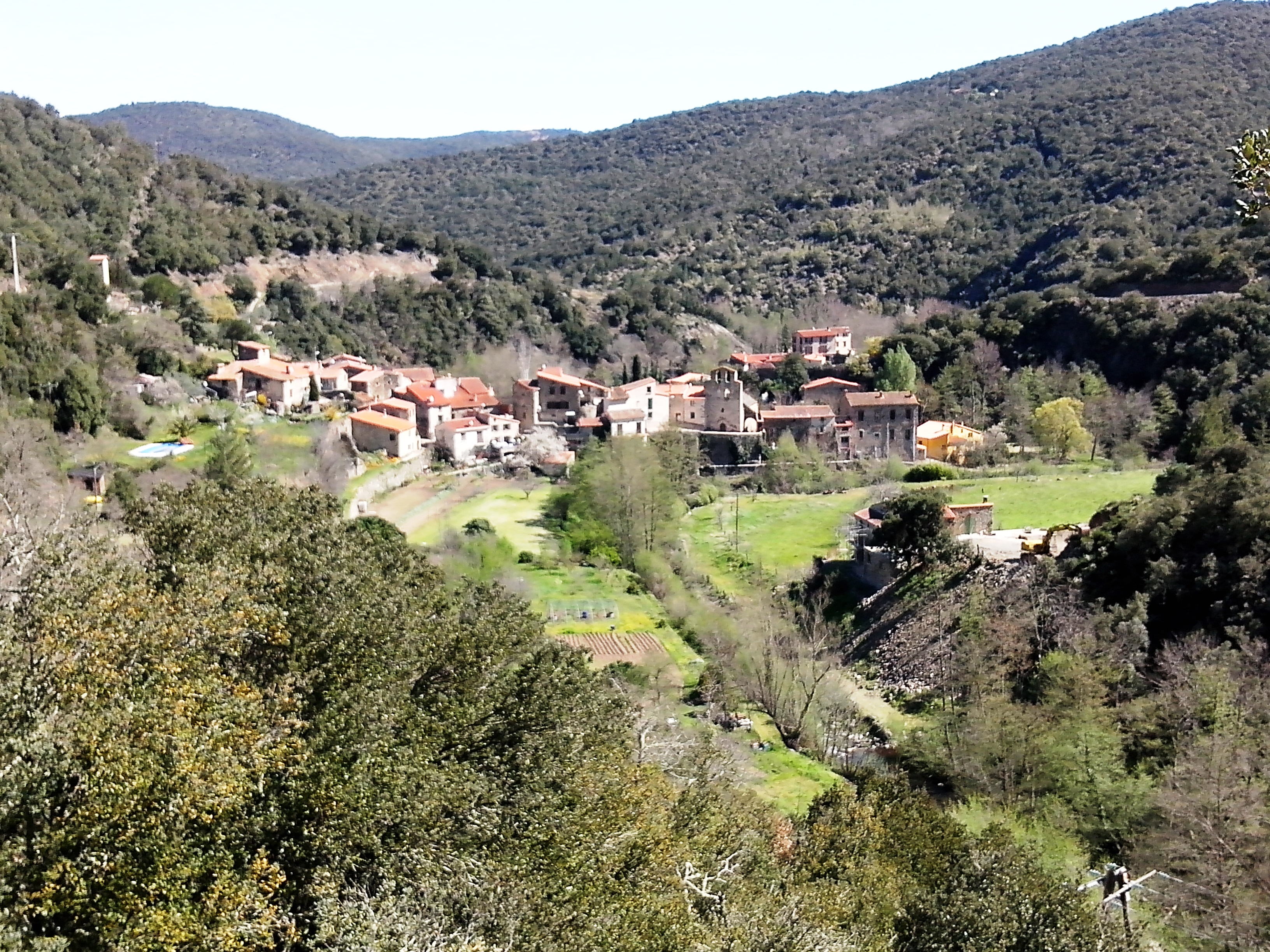
Le village dans les gorges du Boulès.

### Climat
Pour des articles plus généraux, voir Climat de l'Occitanie et Climat des Pyrénées-Orientales.
En 2010, le climat de la commune est de type climat méditerranéen altéré, selon une étude du CNRS s'appuyant sur une série de données couvrant la période 1971-2000. En 2020, Météo-France publie une typologie des climats de la France métropolitaine dans laquelle la commune est dans une zone de transition entre le climat de montagne et le climat méditerranéen et est dans la région climatique Pyrénées orientales, caractérisée par une faible pluviométrie, un très bon ensoleillement (2 600 h/an), un air sec, particulièrement en hiver et peu de brouillards.
Pour la période 1971-2000, la température annuelle moyenne est de 12,8 °C, avec une amplitude thermique annuelle de 14,9 °C. Le cumul annuel moyen de précipitations est de 798 mm, avec 5,2 jours de précipitations en janvier et 4 jours en juillet. Pour la période 1991-2020, la température moyenne annuelle observée sur la station météorologique la plus proche, située sur la commune de Caixas à 6 km à vol d'oiseau, est de 15,5 °C et le cumul annuel moyen de précipitations est de 729,7 mm,. Pour l'avenir, les paramètres climatiques de la commune estimés pour 2050 selon différents scénarios d’émission de gaz à effet de serre sont consultables sur un site dédié publié par Météo-France en novembre 2022.

### Milieux naturels et biodiversité

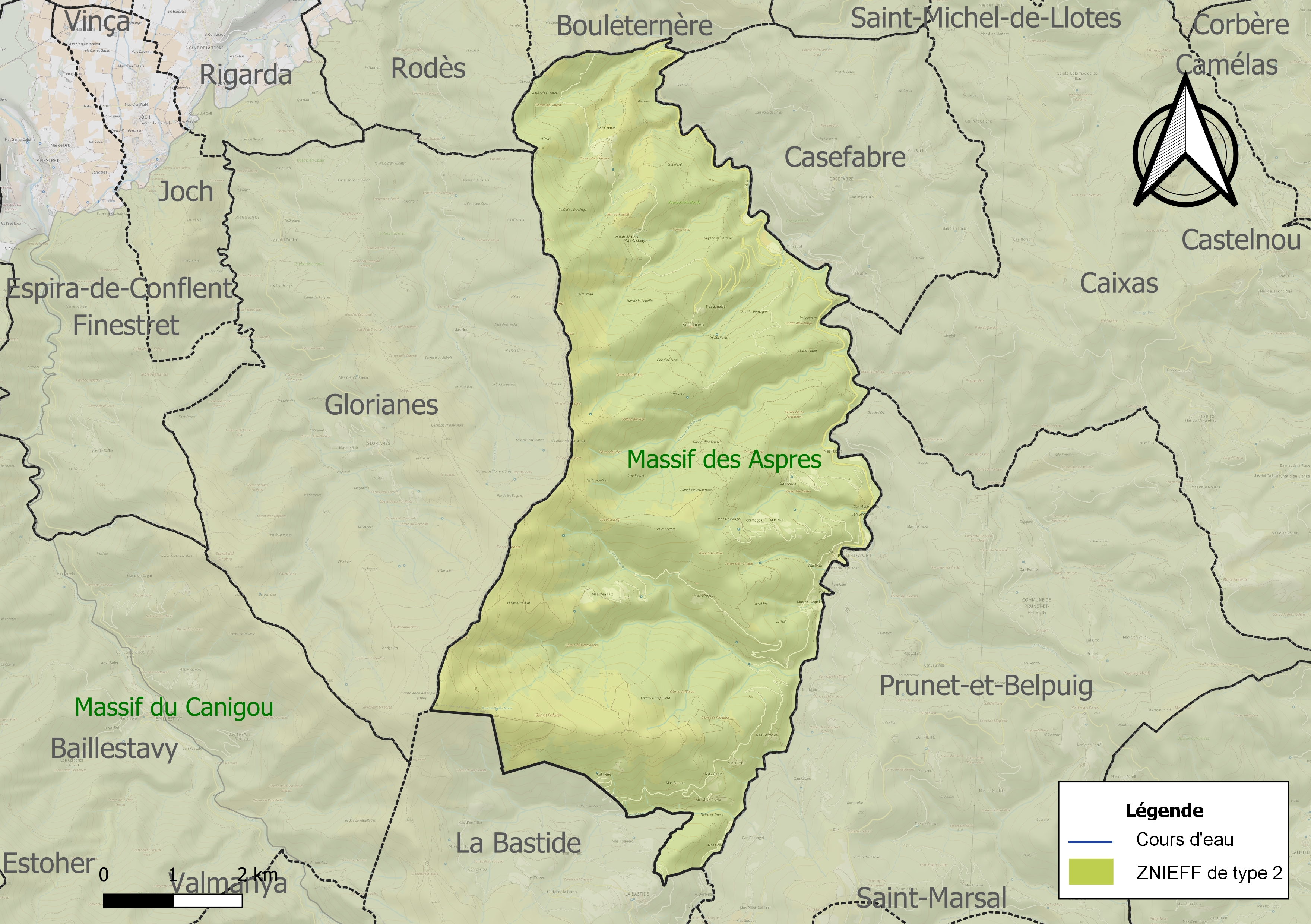
Carte de la ZNIEFF de type 2 localisée sur la commune.

L’inventaire des zones naturelles d'intérêt écologique, faunistique et floristique (ZNIEFF) a pour objectif de réaliser une couverture des zones les plus intéressantes sur le plan écologique, essentiellement dans la perspective d’améliorer la connaissance du patrimoine naturel national et de fournir aux différents décideurs un outil d’aide à la prise en compte de l’environnement dans l’aménagement du territoire.
Une ZNIEFF de type 2 est recensée sur la commune :
le « massif des Aspres » (28 819 ha), couvrant 37 communes du département.

## Urbanisme

### Typologie
Au 1er janvier 2024, Boule-d'Amont est catégorisée commune rurale à habitat très dispersé, selon la nouvelle grille communale de densité à sept niveaux définie par l'Insee en 2022.
Elle est située hors unité urbaine. Par ailleurs la commune fait partie de l'aire d'attraction de Perpignan, dont elle est une commune de la couronne,. Cette aire, qui regroupe 118 communes, est catégorisée dans les aires de 200 000 à moins de 700 000 habitants,.

### Occupation des sols
L'occupation des sols de la commune, telle qu'elle ressort de la base de données européenne d’occupation biophysique des sols Corine Land Cover (CLC), est marquée par l'importance des forêts et milieux semi-naturels (95,5 % en 2018), une proportion identique à celle de 1990 (95,5 %). La répartition détaillée en 2018 est la suivante : 
forêts (59,2 %), milieux à végétation arbustive et/ou herbacée (36,2 %), zones agricoles hétérogènes (3,3 %), prairies (1,2 %). L'évolution de l’occupation des sols de la commune et de ses infrastructures peut être observée sur les différentes représentations cartographiques du territoire : la carte de Cassini (XVIIIe siècle), la carte d'état-major (1820-1866) et les cartes ou photos aériennes de l'IGN pour la période actuelle (1950 à aujourd'hui).

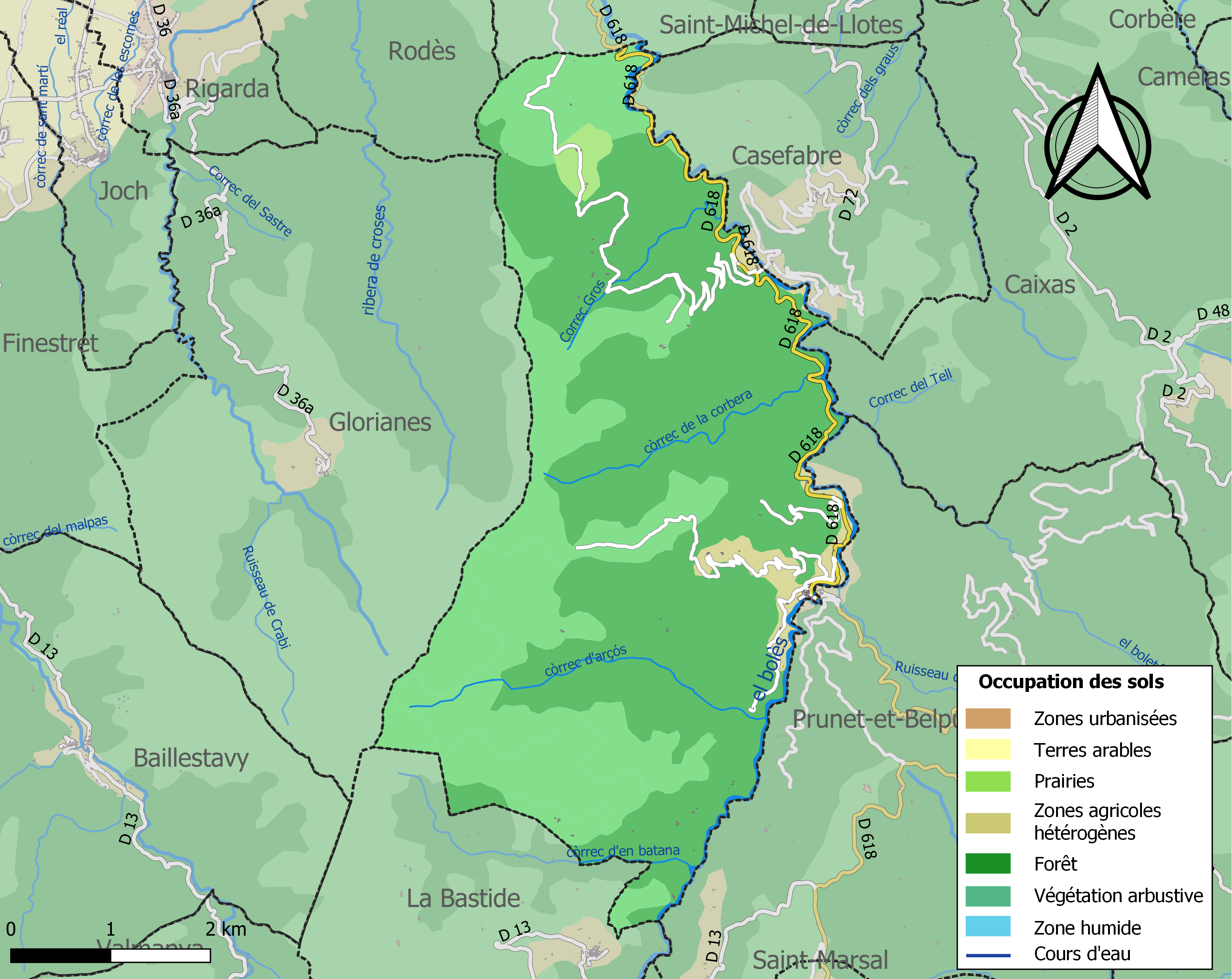
Carte des infrastructures et de l'occupation des sols de la commune en 2018 (CLC).

### Voies de communication et transports
Boule-d'Amont est desservie par la route départementale 618 (ancienne route nationale 618).
La gare la plus proche se trouve à Ille-sur-Têt, celle de Bouleternère étant fermée.

### Risques majeurs
Le territoire de la commune de Boule-d'Amont est vulnérable à différents aléas naturels : inondations, climatiques (grand froid ou canicule), feux de forêts, mouvements de terrains et séisme (sismicité modérée). Il est également exposé à deux risques particuliers, les risques radon et minier,.

#### Risques naturels

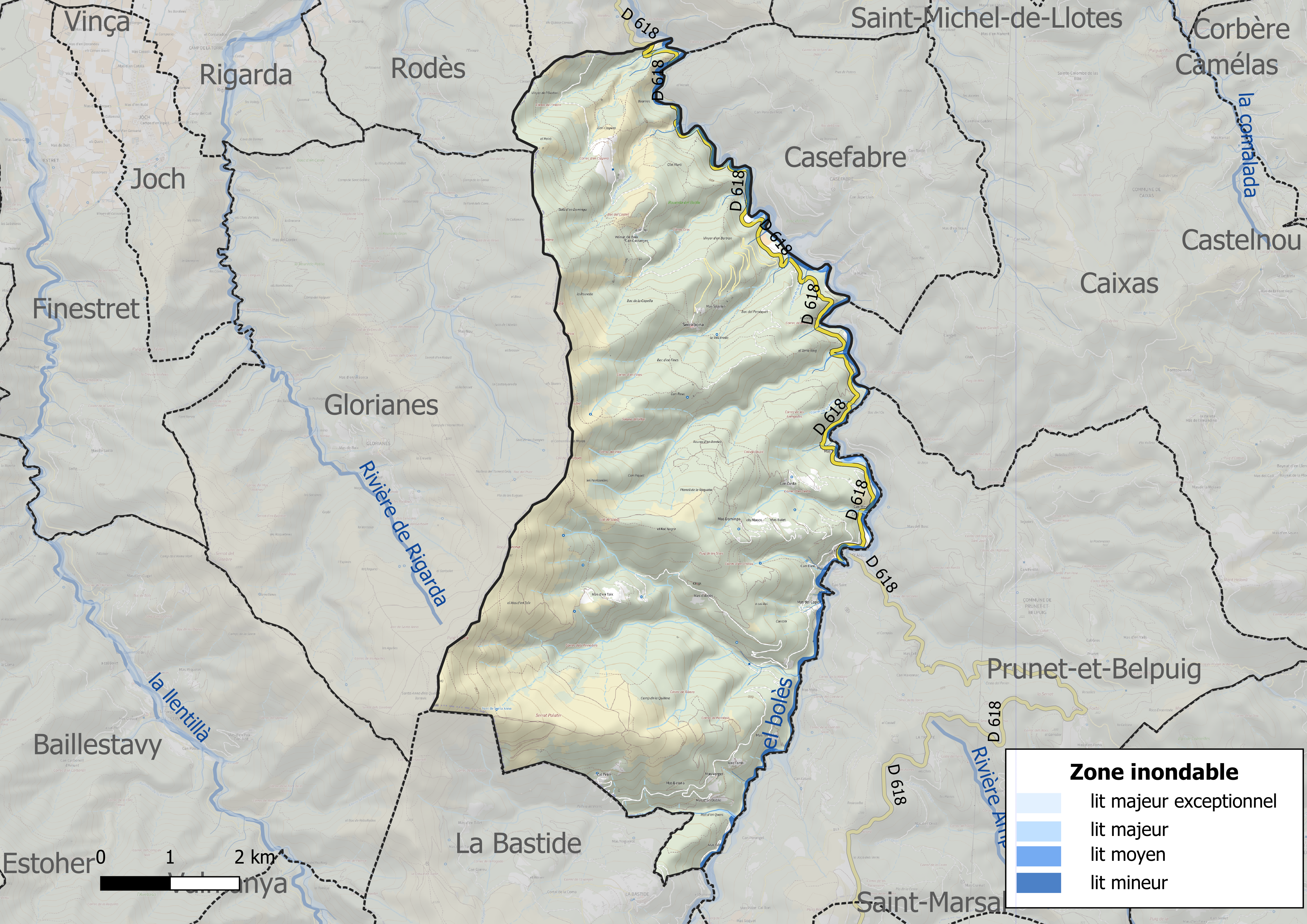
Zones inondables de la commune de Boule-d'Amont.

Certaines parties du territoire communal sont susceptibles d’être affectées par le risque d’inondation par crue torrentielle de cours d'eau du bassin de la Têt.
Les mouvements de terrains susceptibles de se produire sur la commune sont soit des glissements de terrains, soit des chutes de blocs.

#### Risque particulier
La commune est concernée par le risque minier, principalement lié à l’évolution des cavités souterraines laissées à l’abandon et sans entretien après l’exploitation des mines.
Dans plusieurs parties du territoire national, le radon, accumulé dans certains logements ou autres locaux, peut constituer une source significative d’exposition de la population aux rayonnements ionisants. Toutes les communes du département sont concernées par le risque radon à un niveau plus ou moins élevé. Selon la classification de 2018, la commune de Boule-d'Amont est classée en zone 2, à savoir zone à potentiel radon faible mais sur lesquelles des facteurs géologiques particuliers peuvent faciliter le transfert du radon vers les bâtiments.

## Toponymie
En catalan, le nom de la commune est Bula d'Amunt.
Les premières mentions du nom donnent Bula en 942 et Bula Subirana en 1062. On trouve enfin Bula de Munt au XVIIe siècle.
Bula vient du nom de la rivière Boulès qui sépare Boule d'Amont et Prunet et Belpuig. L'origine du nom est sans doute dans la racine pré-latine Bul-Vol, employée pour les torrents ravinés, aux berges escarpées ou éboulées.

## Histoire
Des vestiges mégalithiques, notamment au Coll de les Arques (pierres dressées)[réf. souhaitée] et de dolmen appelé Cementiri dels Moros, attestent d'une occupation humaine du territoire de la commune au Néolithique.
Boule-d'Amont est mentionné à partir du Xe siècle (Bula en 942, puis Bula Subirana en 1062) ; le village est rattaché à la vicomté du Vallespir à la fin du siècle. L'abbaye Saint-Michel de Cuxa y possède des terres à partir du XIe siècle. Au XIIIe siècle, Boule d'Amont fait partie de la seigneurie de Corsavy (droit seigneuriaux partagés avec le prieuré de Serrabone et l'abbaye Saint-Michel de Cuxa).
La population du village augmente au XIXe siècle, notamment grâce à l’absorption de la commune de Serrabonne le 15 mai 1822, avant de diminuer en dessous de la barre des 50 dans les années 1970 en raison de l’exode rural.

## Politique et administration

### Canton
En 1790, la commune de Boule-d'Amont est incluse dans le canton d'Ille au sein du district de Prades. Elle rejoint le canton de Vinça en 1801, qu'elle ne quitte plus par la suite,.
À compter des élections départementales de 2015, la commune de Boule-d'Amont rejoint le nouveau canton du Canigou.

### Liste des maires
| Période   | Période   | Identité          | Étiquette      | Qualité |
| --------- | --------- | ----------------- | -------------- | ------- |
| mars 1977 | mars 1983 | Fulcran MAZOLLIER | Sans Etiquette |         |
| mars 1983 | mars 2014 | Gérard Llense     | DVG            |         |
| mars 2014 | 2020      | Yann Oheix        |                |         |
| 2020      | En cours  | Claudine Botebol  |                |         |

## Population et société

### Démographie ancienne
La population est exprimée en nombre de feux (f) ou d'habitants (H).
| 1515 | 1643 | 1709 | 1720 | 1730 | 1755 | 1767  | 1774 | 1789 |
| ---- | ---- | ---- | ---- | ---- | ---- | ----- | ---- | ---- |
| 17 f | 15 f | 22 f | 12 f | 30 f | 52 f | 290 H | 52 f | 56 f |

Note : 1515 : pour La Bastide et Boule-d'Amont.

### Démographie contemporaine
L'évolution du nombre d'habitants est connue à travers les recensements de la population effectués dans la commune depuis 1793. Pour les communes de moins de 10 000 habitants, une enquête de recensement portant sur toute la population est réalisée tous les cinq ans, les populations de référence des années intermédiaires étant quant à elles estimées par interpolation ou extrapolation. Pour la commune, le premier recensement exhaustif entrant dans le cadre du nouveau dispositif a été réalisé en 2006.

En 2022, la commune comptait 64 habitants, en évolution de +16,36 % par rapport à 2016 (Pyrénées-Orientales : +3,92 %, France hors Mayotte : +2,11 %).
| 1793 | 1800 | 1806 | 1821 | 1831 | 1836 | 1841 | 1846 | 1851 |
| ---- | ---- | ---- | ---- | ---- | ---- | ---- | ---- | ---- |
| 325  | 286  | 329  | 339  | 522  | 536  | 557  | 561  | 526  |

| 1856 | 1861 | 1866 | 1872 | 1876 | 1881 | 1886 | 1891 | 1896 |
| ---- | ---- | ---- | ---- | ---- | ---- | ---- | ---- | ---- |
| 498  | 494  | 481  | 427  | 393  | 374  | 368  | 398  | 384  |

| 1901 | 1906 | 1911 | 1921 | 1926 | 1931 | 1936 | 1946 | 1954 |
| ---- | ---- | ---- | ---- | ---- | ---- | ---- | ---- | ---- |
| 372  | 362  | 380  | 235  | 185  | 168  | 143  | 149  | 110  |

| 1962 | 1968 | 1975 | 1982 | 1990 | 1999 | 2006 | 2011 | 2016 |
| ---- | ---- | ---- | ---- | ---- | ---- | ---- | ---- | ---- |
| 91   | 69   | 47   | 70   | 71   | 73   | 56   | 64   | 55   |

| 2021 | 2022 | - | - | - | - | - | - | - |
| ---- | ---- | - | - | - | - | - | - | - |
| 61   | 64   | - | - | - | - | - | - | - |

À partir de 1826, la population recensée inclut celle de Serrabonne.
| selon la population municipale des années : | 1968 | 1975 | 1982 | 1990 | 1999 | 2006 | 2009 | 2013 |
| Rang de la commune dans le département      | 183  | 180  | 174  | 189  | 182  | 203  | 201  | 196  |
| Nombre de communes du département           | 232  | 217  | 220  | 225  | 226  | 226  | 226  | 226  |

### Manifestations culturelles et festivités
- Fête patronale : 29 novembre ;
- Fête communale : Ascension[44].

## Économie

### Emploi
|                | 2008   | 2013   | 2018   |
| -------------- | ------ | ------ | ------ |
| Commune        | 10,3 % | 20,5 % | 23,7 % |
| Département    | 10,3 % | 12,9 % | 13,3 % |
| France entière | 8,3 %  | 10 %   | 10 %   |

En 2018, la population âgée de 15 à 64 ans s'élève à 38 personnes, parmi lesquelles on compte 73,7 % d'actifs (50 % ayant un emploi et 23,7 % de chômeurs) et 26,3 % d'inactifs,. Depuis 2008, le taux de chômage communal (au sens du recensement) des 15-64 ans est supérieur à celui de la France et du département.
La commune fait partie de la couronne de l'aire d'attraction de Perpignan, du fait qu'au moins 15 % des actifs travaillent dans le pôle,. Elle compte 22 emplois en 2018, contre 13 en 2013 et 15 en 2008. Le nombre d'actifs ayant un emploi résidant dans la commune est de 20, soit un indicateur de concentration d'emploi de 110,2 % et un taux d'activité parmi les 15 ans ou plus de 59,2 %.
Sur ces 20 actifs de 15 ans ou plus ayant un emploi, 11 travaillent dans la commune, soit 55 % des habitants. Pour se rendre au travail, 45 % des habitants utilisent un véhicule personnel ou de fonction à quatre roues, 5 % les transports en commun, 15 % s'y rendent en deux-roues, à vélo ou à pied et 35 % n'ont pas besoin de transport (travail au domicile).

### Activités hors agriculture
6 établissements sont implantés  à Boule-d'Amont au 31 décembre 2019.
Le secteur des activités spécialisées, scientifiques et techniques et des activités de services administratifs et de soutien est prépondérant sur la commune puisqu'il représente 50 % du nombre total d'établissements de la commune (3 sur les 6 entreprises implantées  à Boule-d'Amont), contre 13 % au niveau départemental.

### Agriculture
|               | 1988 | 2000 | 2010 | 2020 |
| ------------- | ---- | ---- | ---- | ---- |
| Exploitations | 9    | 8    | 4    | 3    |
| SAU (ha)      | 798  | 710  | 267  | 154  |

La commune est dans le Conflent, une petite région agricole occupant le centre-ouest du département des Pyrénées-Orientales. En 2020, l'orientation technico-économique de l'agriculture  sur la commune est l'élevage d'ovins ou de caprins. Trois exploitations agricoles ayant leur siège dans la commune sont dénombrées lors du recensement agricole de 2020 (neuf en 1988). La superficie agricole utilisée est de 154 ha,,.

## Culture locale et patrimoine

### Monuments et lieux touristiques
Dolmens : 
- Cementiri dels Moros ;
- Semi-dolmen du Pla de les Egues.

Églises : 
- Prieuré de Serrabone : blotti au cœur des Aspres, à 5 kilomètres du village, le prieuré de Serrabone, construit aux XIe siècle et XIIe siècle, abrite une superbe tribune romane en marbre rose. Il s'agit d'un haut lieu de l'art roman roussillonnais. L'église a été classé au titre des monuments historiques en 1875[48]. Plusieurs objets sont référencés dans la base Palissy (voir les notices liées)[48].
- Église paroissiale Saint-Saturnin : mentionnée en 1011, c'est un édifice roman agrandi au XVIIIe siècle. L'édifice a été inscrit au titre des monuments historiques en 1972[49]. Plusieurs objets sont référencés dans la base Palissy (voir les notices liées)[49].
- Pont du Mas Can Xandre ;
- Église Saint-Jean d'Arsus : église romane.

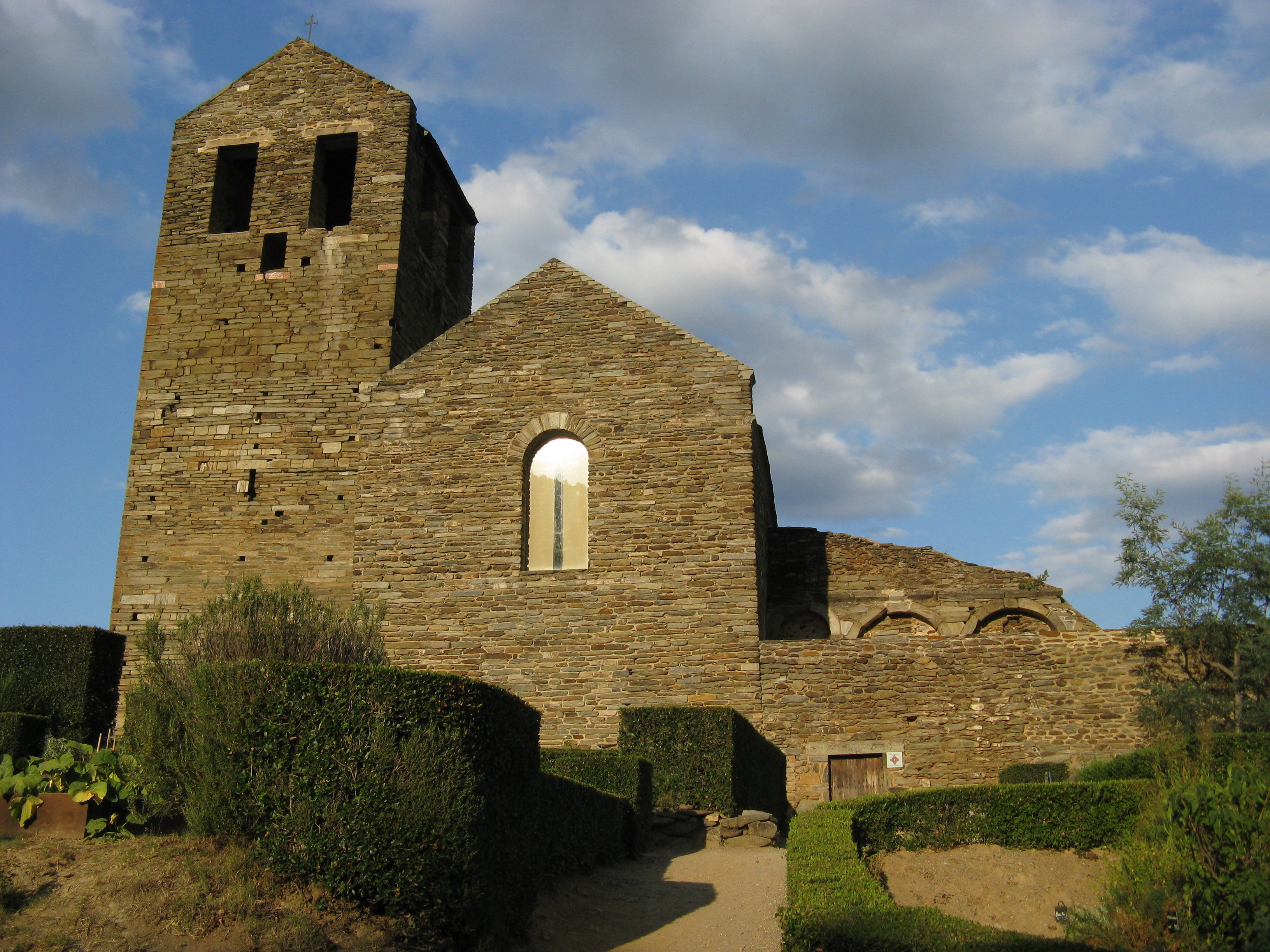
Prieuré de Serrabone
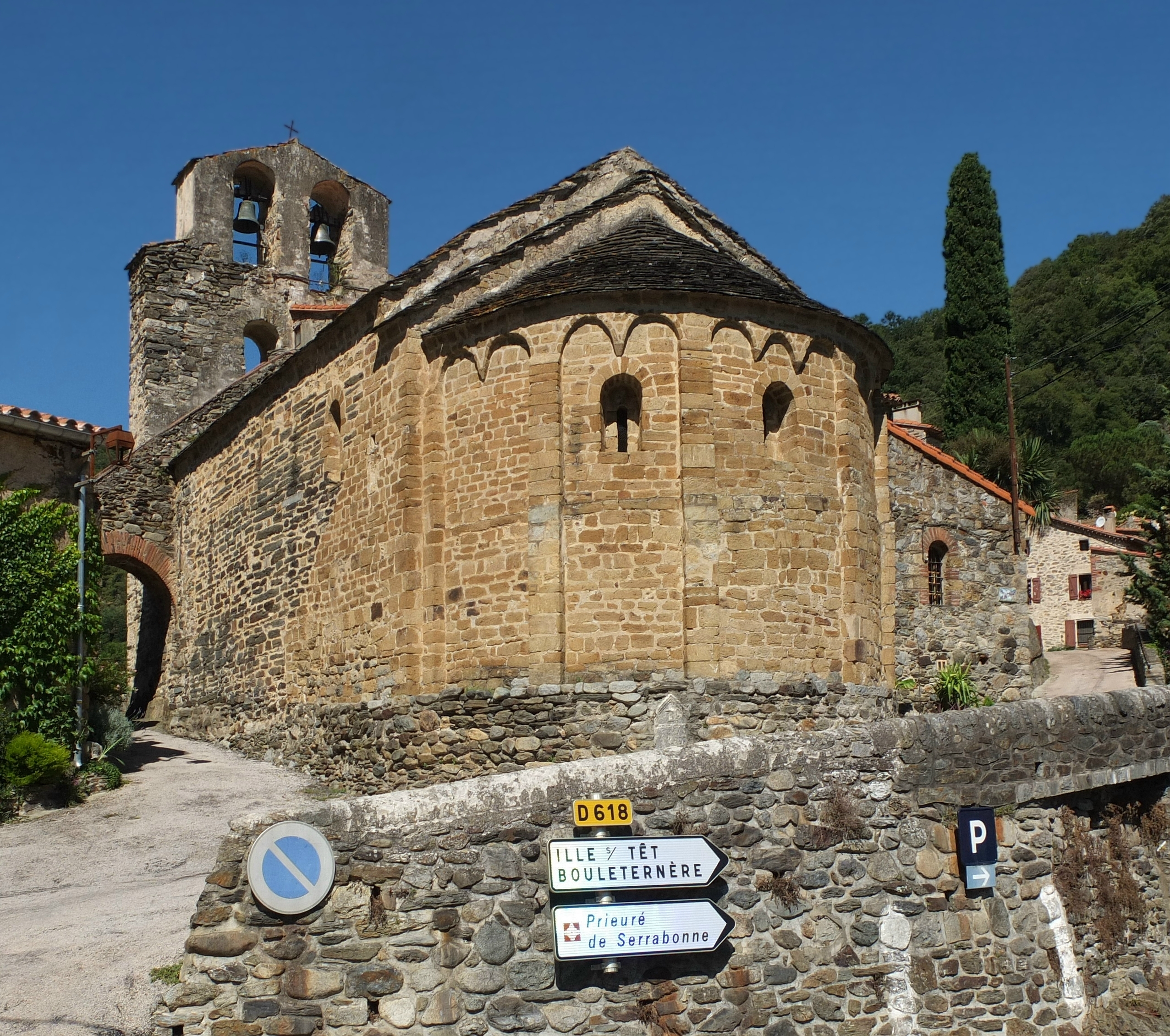
Église Saint-Saturnin de Boule-d'Amont

### Personnalités liées à la commune
- Pierre Toubert, historien français spécialiste du Moyen Âge[réf. souhaitée]

### Culture populaire
Littérature
- Gérard Raynal, Le pont des illusions : roman, Pollestres (Pyrénées-Orientales), T.D.O. éditions, 2012, 221 p. (ISBN 978-2-36652-006-4, BNF 43501566) : un tiers du roman se déroule à Boule-d'Amont.